# 下安特亞蒙

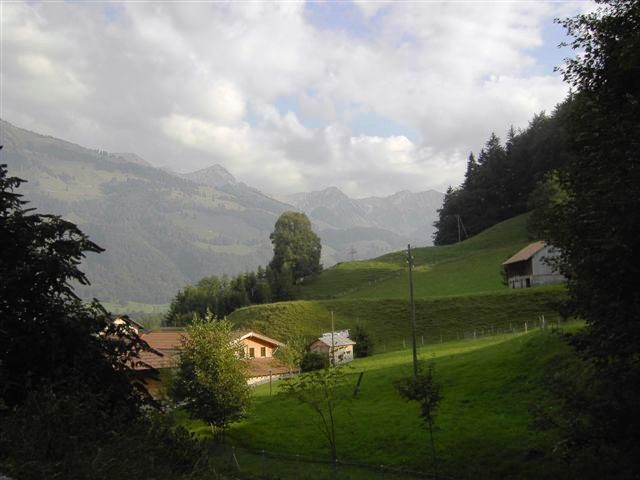

下安特亞蒙是瑞士的城鎮，位於該國西部，由弗里堡州負責管轄，面積33.31平方公里，海拔高度720米，2011年人口1,165，人口密度每平方公里35人。